# 末永隆甫
末永 隆甫（すえなが たかすけ、1918年11月8日 - 2004年1月25日）は、日本の経済学者。専門は経済学史。大阪市立大学（現大阪公立大学）名誉教授。元神戸商科大学（現兵庫県立大学）学長。

## 人物・経歴
兵庫県神戸市生まれ。兵庫県立第一神戸中学校（現兵庫県立神戸高等学校）を経て、1941年東京商科大学（現一橋大学）卒業。杉本栄一や高島善哉に師事した。同年から早川泰正とともに企画院嘱託として調査部で勤務した。1942年第54師団輜重兵部隊入隊。1946年大阪市立大学経済学部助手着任。1949年大阪市立大学経済学部助教授。1955年大阪市立大学経済学部教授。1962年大阪市立大学経済学博士。1972年大阪市立大学名誉教授、神戸商科大学教授。1978年神戸商科大学学長。1982年神戸商科大学名誉教授。のち、大阪経済大学教授、北九州市民大学学長。1991年勲三等旭日中綬章受章。2004年叙従三位。

## 著作

### 著書
- 『英國近代經濟學序説』三笠書房 1950年
- 『現代経済変動論 : ケインズ派理論批判』青木書店 1955年
- 『マーシャル』有斐閣 1959年
- 『近代経済学：現代資本主義の経済学』ミネルヴァ書房 1960年
- 『近代経済学の形成 : イギリス資本主義とケンブリッジ学派』ミネルヴァ書房 1969年
- 『成長と福祉の近代経済理論』世界思想社 1974年

### 編書
- 『経済学入門』（都留重人, 内田義彦と共編）東京出版 1958年
- 『戦後アメリカ資本主義の分析 : 所得構造の変化と景気循環』東京出版 1958年
- 『現代の経済理論』ミネルヴァ書房 1973年
- 『ラディカル派経済学』（磯村隆文と共編著）新評論 1976年